# Margarete Slezak

Margarete Slezak (1931)

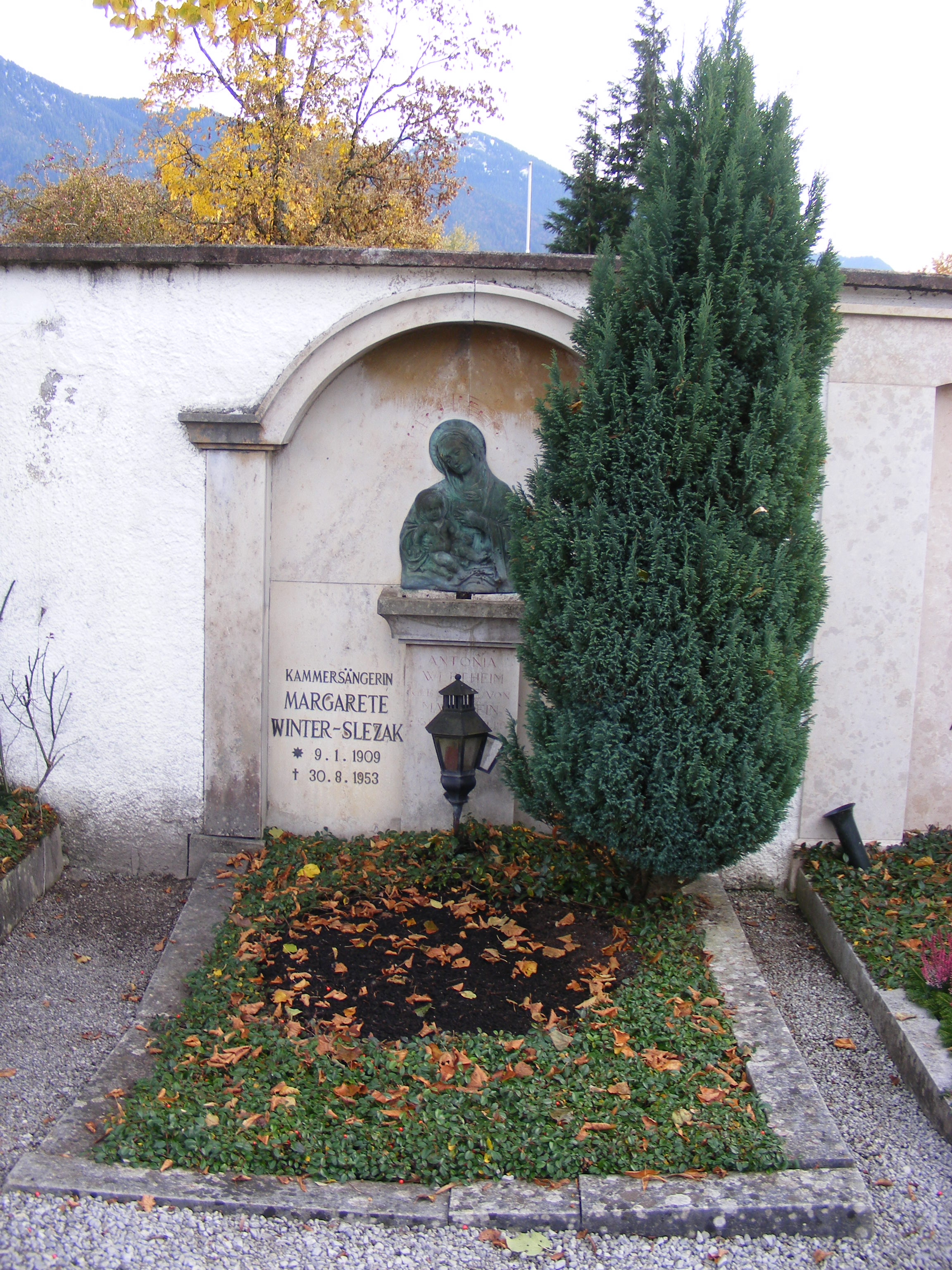
Grab auf dem Kirchhof St. Laurentius (Egern)

 Margarete Slezak  (* 9. Januar 1909 in Breslau; † 30. August 1953 in Rottach-Egern) war eine deutsche Opern- und Konzertsängerin.

## Leben
Margarete Slezak war die Schwester des Schauspielers Walter Slezak und die Tochter des Opernsängers und Filmkomikers Leo Slezak, der ihre Sopran-Stimme ausbildete und sie mehrere Instrumente wie Geige und Saxophon erlernen ließ. Elsa Wertheim, eine Schauspielerin, war ihre Mutter. Ihr erstes Engagement führte sie von 1930 bis 1933 an die Staatsoper Unter den Linden. Von 1935 bis 1943 war sie Ensemblemitglied des Deutschen  Opernhauses Berlin-Charlottenburg.
Nach dem Zweiten Weltkrieg trat Margarete Slezak auch in Südamerika und Südosteuropa auf. Außerdem sang sie in Berlin am Theater des Westens, an der Staatsoper Berlin und im Wintergarten. Nach dem Tode ihres Vaters im Jahre 1946 verwaltete sie das Slezak-Haus in Rottach-Egern, wo sie mit ihrem Mann, dem Sänger Peter Winter, lebte. Neben ihren musikalischen Verpflichtungen spielte sie in verschiedenen deutschen Filmkomödien wie Des Lebens Überfluß, Derby, Die verschleierte Maja, Mädchen mit Beziehungen, König für eine Nacht und Der Mann auf dem Drahtseil. 1951 spielte sie in dem Filmdrama Rausch einer Nacht die Rolle der Madame Yvonne.
Das Buch Mein Lebensmärchen, das sie 1947 herausgab, ist eine Aufzeichnung von Lebenserinnerungen ihres Vaters, die sie in seinen letzten Lebensmonaten sammelte und in seinem Auftrag nach dessen Tod veröffentlichte. Das Erscheinen ihrer eigenen Biografie Der Apfel fällt nicht weit vom Stamm erlebte sie allerdings nicht mehr.
2014 erschien der biographische Roman Mädchen mit Beziehungen von Hanna von Feilitzsch im Selbstverlag.
Ihr Grab befindet sich auf dem  Kirchhof St. Laurentius (Egern).

## Familie
Margarete Slezaks Mutter Elisabeth (geborene Wertheim) war die Schwester von Margarethe Schlesinger (geborene Wertheim), die mit dem Wiener Juristen Ernst Schlesinger verheiratet war. Ernst Schlesinger, der Leo Slezak zumindest seit 1906 juristisch vertrat, war ein Onkel des Filmregisseurs Fritz Lang, weshalb Margarete Slezak mit dem Wiener Filmpionier Lang verwandt war.

## Diskografie
- 1999 Traumwelt (Koch Inter/Universal)
- 2002 Herbert Ernst Groh Folge 5 (RV-Musik)
- 2004 Unsterbliche Operette/Folge 3 (RV-Musik)

## Filmografie (Auswahl)
- 1934: Ich heirate meine Frau
- 1949: Derby
- 1950: Des Lebens Überfluß
- 1950: König für eine Nacht
- 1951: Rausch einer Nacht
- 1951: Heimat, Deine Sterne
- 1951: Die verschleierte Maja
- 1951: Die Csardasfürstin
- 1952: Wir werden das Kind schon schaukeln (Schäm dich, Brigitte)
- 1953: Keine Angst vor großen Tieren
- 1953: Die geschiedene Frau
- 1953: Unter den Sternen von Capri
- 1953: Blume von Hawaii